# Girija Devi
Girija Devi (Benarés, 8 de mayo de 1929-Calcuta, 24 de octubre de 2017)
fue una cantante tradicional india.
Decana de la gharana Benarés, interpretaba música indostánica, también semiclásico, géneros musicales como thumri, dadra, poorab, chait y kajar. Fue apodada "la reina de thumri".
Inició su carrera musical a muy temprana edad, gracias a padre Ramdeo Rai, tomó clases de música cuando contaba unos 5 años de edad, junto a Sarju Prasad Mishra y Pandit Mishra Shrichand.
Dio su primer recital en el All India Radio, cuando contaba unos 20 años de edad.
Desde entonces realizó numerosas giras internacionales, aunque siempre conservó una cierta simplicidad por la vida que ella realiza como una artista popular. Recibió numerosos premios por sus composiciones.
El 24 de octubre de 2017 fue internada en Calcuta por dolencias cardiovasculares, y falleció pocas horas después.

## Discografía
- 1995: Inde du Nord: Girija Devi en concert
- 2000: Spring Melody

## Premios
- Premio Académico Sangeet Natak
- Premio Padma Shri